# NBA Draft

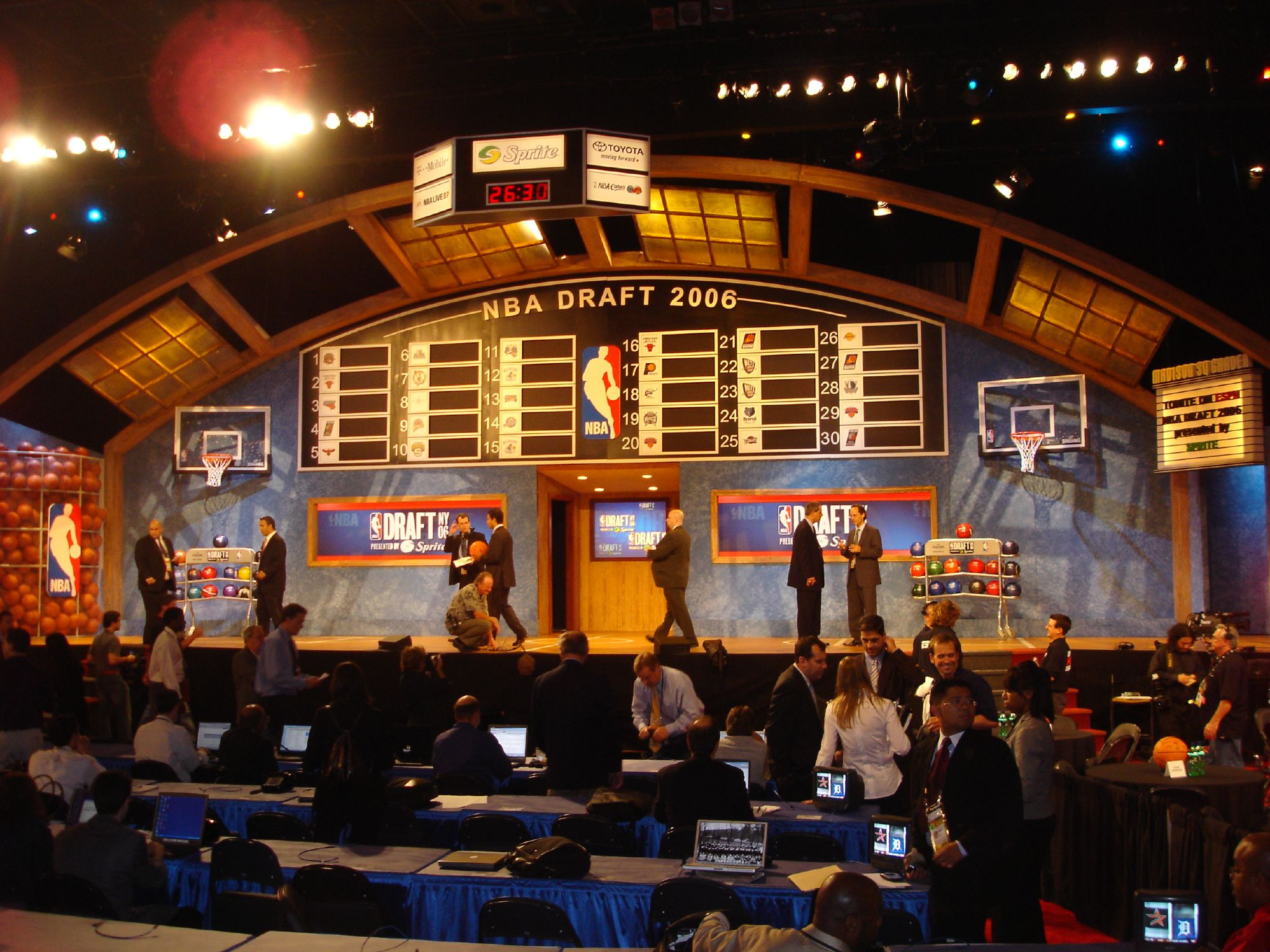
2006 NBA Draft

Der NBA Draft ist eine Veranstaltung der nordamerikanischen Basketballliga NBA, bei der die Teams der Liga die Rechte an verfügbaren Nachwuchsspielern erwerben können. Meistens kommen die gedrafteten Spieler direkt vom College, aber auch aus Ligen außerhalb Nordamerikas und früher auch von der High School. Seit dem NBA Draft 2006 sind nur noch Spieler zugelassen, die seit mindestens einem Jahr die High School beendet haben und bis zum Ende des Jahres, in dem der Draft stattfindet, mindestens 19 Jahre alt werden.

## Geschichte des Drafts
Der erste Draft fand 1947 statt, als die Liga noch unter dem Namen BAA (Basketball Association of America) firmierte. Mit der Umbenennung in NBA im Jahre 1950 folgte auch die Umbenennung in NBA-Draft. In erster Linie soll der Draft (zu deutsch etwa: Auswahl, Einberufung) eine faire Aufteilung der besten Collegespieler an alle NBA-Teams bewerkstelligen. Dabei sollten damals wie heute die bilanzschwächsten Teams die besten Collegespieler wählen dürfen. Anders als in Europa wird die Sportausbildung in den USA von Highschools und Colleges getragen. NBA-Clubs besitzen keine Jugendabteilung und sind auch keine Vereine im europäischen Sinne, sondern Franchises und ähneln damit mehr gewinnbringenden Unternehmen. Somit rücken auch keine Nachwuchsspieler aus den eigenen Reihen auf. Die jährliche Nachwuchsrekrutierung wurde mit dem Draft gelöst, die auch in anderen Sportarten in den USA jährlich durchgeführt wird.
Die Draftreihenfolge orientierte sich zu Beginn an den Saisonbilanzen der jeweiligen Teams in umgekehrter Reihenfolge. Das beste Team erhielt das letzte Auswahlrecht der jeweiligen Draftrunde, das schlechteste das erste. 1966 wurde bei Teams mit gleicher Bilanz der Münzwurf eingeführt. Der Gewinner des Münzwurfs erhielt die bessere Draftposition. Auf diese Weise erhielten die Milwaukee Bucks 1969 die Möglichkeit, Lew Alcindor an erster Stelle auszuwählen. 1985 wurde der Münzwurf durch die Draftlottery ersetzt, bei der alle nichtqualifizierten Playoffteams die Chance haben, den ersten, zweiten und dritten Pick zu gewinnen. Nach Kritik wurde die Gewichtung der Lottery 1990 zugunsten der schwächeren Teams angepasst. Auf diesem Wege gelang es zum Beispiel den Orlando Magic 1993, mit einer Chance von lediglich 1,52 % auf den ersten Pick, die Lottery tatsächlich zu gewinnen.
In den früheren Jahren wurde zu Marketingzwecken auch ein sogenannter Territorial pick eingeführt. Dieser ermöglichte es NBA-Teams, auf ihren eigentlichen Pick zu verzichten und damit einen beliebigen Collegespieler aus ihrer Nähe (daher Territorial pick) zu verpflichten. Gerade College-Basketball war in den jungen Jahren der NBA weitaus populärer als die eigentliche Profiliga. So sollten für die junge Liga hohe Zuschauerzahlen generiert werden, wenn der örtliche Collegestar zum örtlichen Profiklub wechselte. Beispiele für Territorial picks sind: Wilt Chamberlain, Tom Heinsohn, Oscar Robertson oder Gail Goodrich. 1965 wurde der Territorial pick abgeschafft.
Zu Beginn durften NBA-Teams unbeschränkt draften, bis alle Spieler vergeben waren. Zwischen 1960 und 1968 gab es 21 Draftrunden. Mit den Jahren wurde die Anzahl der Draftrunden verringert. Seit 1989 gibt es nur zwei Draftrunden. Eine Draftrunde besteht aus der Anzahl der jeweiligen NBA-Teams in der Liga. Jedes Team besitzt je ein Auswahlrecht pro Draftrunde.
Seit Mitte der 1980er Jahre und der Übernahme David Sterns als Commissioner der NBA hat sich der Draft auch zu einem medialen Ereignis entwickelt. Mit dem Popularitätsschub der NBA in den 1980er Jahren wurden auch die Spieler, die sich zum Draft anmeldeten, immer jünger und internationaler. Obwohl 1975 mit Darryl Dawkins der erste Highschool Spieler direkt in die NBA wechselte, vergingen 20 Jahre, ehe mit Kevin Garnett erneut ein Highschooler gedraftet wurde. 1996 kam Kobe Bryant, 1997 Tracy McGrady in die NBA. Ihre Erfolge beschleunigten den Strom junger Spieler, die zwar talentiert, aber nicht immer bereit für die NBA waren. Den Höhepunkt fand diese Entwicklung 2001 als mit Kwame Brown und Tyson Chandler die ersten beiden Picks Highschooler waren. Die Liste jener Highschooler oder junger Europäer, die gedraftet wurden und es nicht geschafft haben, ist lang. Seit 2006 müssen Draftangemeldete entweder ein Jahr College gespielt haben oder mindestens 19 Jahre alt sein. Dies führte zum Begriff des One-And-Done, wonach viele talentierte Collegespieler bereits nach ihrem Freshman-Jahr, dem ersten Jahr, das College verlassen und sich zum Draft anmelden. Eine Entwicklung, die oft kritisch gesehen wird. Der letzte Collegeabsolvent, der an erster Stelle gedraftet wurde, war Kenyon Martin im Jahre 2000.
Parallel zum Erfolg der Highschooler kam auch der der internationalen Spieler. Wurden in den 1980er Jahren internationale Spieler ohne Collegeerfahrung oft erst in den letzten Runden des Drafts ausgewählt, so stehen spätestens seit den Erfolgen von Dirk Nowitzki oder Pau Gasol internationale Spieler im Fokus der NBA-Scouts. 2002 wurde mit Yao Ming der erste internationale Spieler ohne Collegeerfahrung an erster Stelle ausgewählt, 2006 wurde Andrea Bargnani der erste europäische Toppick. Viele internationale Spieler werden jedoch erst ab der zweiten Runde ausgewählt, wo sie dann von ihrem Team für ein bis zwei Jahre noch in Europa „geparkt“ werden und bei ansprechender Entwicklung in die NBA geholt werden. Jene Europäer, die recht früh gedraftet werden, wechseln auch meist sofort in die NBA. Weitere Beispiele für hochgedraftete Internationale ohne Collegeerfahrung sind Danilo Gallinari, Ricky Rubio, Enes Kanter, Jonas Valanciunas oder jüngst Dante Exum, Kristaps Porziņģis, Mario Hezonja, Giannis Antetokounmpo, Luka Dončić und Victor Wembanyama.

## Der Draftprozess
Mit dem Ende des NCAA Division I Basketball Championship-Turniers und der regulären NBA-Saison beginnt die Vorphase des Drafts. Collegespieler, die ihre jeweilige Universität mit dem Collegeabschluss (meist nach vier Jahren) verlassen, sind für den Draft automatisch gemeldet. Spieler, die drei oder weniger Collegejahre gespielt haben, müssen sich für den Draft anmelden. Diese haben bis zu einer festgelegten Frist jederzeit die Möglichkeit, die Anmeldung zurückzuziehen. Geschieht dies nicht oder wird noch vor der Frist ein Spieleragent verpflichtet, ist auch die Collegekarriere für den betroffenen Spieler beendet, da der Spieler mit der Anmeldung zum Draft oder Verpflichtung eines Spieleragenten auch seinen Amateurstatus aufgibt. Im Vorfeld des Drafts erstellen viele College- und NBA-Experten sogenannte Mockdrafts. In diesen werden zunächst die stärksten Spieler, unabhängig von Teams, ihrer jeweiligen Position zugeteilt und eine Vorhersage darüber getroffen, an welcher Stelle dieser Spieler gezogen werden wird. Die Position des jeweiligen Spielers hängt von vielen Faktoren ab. Die wichtigsten sind jedoch das Alter und das damit vorhandene Potenzial, physische Parameter wie Größe und Armspannweite, Athletik, Fähigkeiten wie Werfen, Dribbeln, Passen oder Verteidigen, seine Leistung beim NCAA-Turnier und nicht zuletzt der Charakter des jeweiligen Spielers. Um einige dieser Parameter besser einschätzen zu können, veranstaltet die NBA vor dem Draft einen Draft Combine, bei dem die Spieler offiziell vermessen werden und in Athletiktests ihre Fähigkeiten unter Beweis stellen können. Im Anschluss an den Combine wird die Draftreihenfolge über die Draftlottery ermittelt und die favorisierten Spieler von NBA-Klubs zu privaten Workouts eingeladen, die am ehesten einem Vorstellungsgespräch ähneln und dem Team ein besseres Bild über den Spieler vermitteln sollen. Vor allem für internationale Spieler ist dies eine wichtige Möglichkeit, sich zu präsentieren, da über diese Spieler meist weniger bekannt ist als über die heimischen Collegespieler.
Der anschließende NBA-Draft findet in der Regel eine Woche vor der offiziellen Sommerpause am 1. Juli statt bzw. kurz nach dem NBA-Finale und wird live im amerikanischen Fernsehen übertragen. Die Austragungsorte des Drafts variieren dabei. Die letzten fünf Jahre fand der Draft jedoch im Barclays Center in Brooklyn, New York statt. In der Regel werden die besten zehn bis fünfzehn Talente in den sogenannten Green Room eingeladen, wo sie meist mit Familie, Freunden und Agent auf die Nennung ihres Namens warten. Die erste Draftrunde wird vom Commissioner der NBA (seit 1. Februar 2014 Adam Silver) eröffnet. Dieser ruft die jeweiligen Spieler nach und nach aufs Podium. Nach jeder Nennung hat das jeweils nächste Team fünf Minuten Zeit, um den nächsten Spieler zu benennen. Ab der zweiten Draftrunde übernimmt dann der Stellvertreter des Commissioners, die Ausrufung der Namen. Teams haben in dieser Runde nur zwei Minuten, um ihre Wahl zu treffen. Im Verlauf des Drafts kommt es oft zu Transaktionen zwischen den Teams. Es werden Draftpositionen getauscht oder gekauft oder gestandene Spieler für Draftrechte getauscht. Es ist auch üblich, dass einige Teams mehrere Draftrechte in einer Draftrunde haben. Diese wurden durch vorher getätigte Transaktionen erworben.

## Teilnahmeberechtigte Spieler
Alle US-amerikanischen Spieler waren bisher für den NBA Draft automatisch verfügbar, wenn sie das College mit dem Collegeabschluss verlassen haben. Alle Spieler, die vor ihrem Collegeabschluss das College verlassen, werden als Underclassmen geführt und müssen sich zum Draft anmelden. Bis zum Jahr 2005 konnten US-amerikanische Spieler zudem ihre Verfügbarkeit für den Draft zu jeder Zeit zwischen ihrem Abschluss an der High School und ihrer Zeit am College anmelden. Internationale Spieler konnten sich für verfügbar erklären, wenn sie im Jahr des Drafts 18 Jahre alt werden. Ab 23 Jahren ist jeder Internationale Spieler ebenfalls automatisch gemeldet.
Seit dem NBA-Draft 2006 haben sich die Regeln geändert, um am Draft teilnehmen zu können:
- Alle Spieler müssen zum Jahresende mindestens 19 Jahre alt sein.
- US-amerikanische Spieler müssen mindestens seit einem Jahr die High School verlassen haben.

Spieler, die nicht automatisch für den Draft verfügbar sind, müssen sich bis zu einem festgelegten Termin (60 Tage vor dem Tag der Veranstaltung) dafür anmelden und erhalten daraufhin die formellen Bewerbungsunterlagen. Kandidaten, die bereits von Scouts beobachtet wurden und als aussichtsreiche Talente gelten, werden zum jährlichen NBA Draft Combine eingeladen, bei dem sie ihre körperlichen Eigenschaften und Fähigkeiten offiziell messen und von Trainern, Scouts und NBA Funktionären begutachten lassen können, was die Draftposition sowohl positiv als auch negativ beeinflussen kann.

## Struktur
Zurzeit findet der NBA Draft in zwei Runden statt, in denen insgesamt 60 Spieler ausgewählt werden können. Dabei hat jedes Team der NBA in jeder Runde einmal die Möglichkeit, einen Spieler auszuwählen. Die Reihenfolge des Drafts wird durch das Abschneiden der Teams in der vergangenen Regulären Saison bestimmt. Platzierungen in den Playoffs werden nicht beachtet. Die schlechtesten Teams dürfen sich als erstes Spieler auswählen, während der Meister der vergangenen Saison in jeder Runde als letzter an der Reihe ist. Den 14 Teams, die sich nicht für die Playoffs qualifiziert haben, stehen die ersten 14 Wahlrechte zu. Damit Mannschaften, die keine Chance mehr haben, sich für die Playoffs zu qualifizieren, nicht absichtlich schlecht spielen, um möglichst schlecht in der Tabelle abzuschneiden und dadurch sehr früh während des Drafts an der Reihe zu sein, gibt es die Draftlotterie. Durch die Lotterie sollen Manipulationsversuche unterbunden werden. Dennoch gibt es seit einigen Jahren das Phänomen des „Tanking“. Bei dieser Art des Neuaufbaus wird der „tankenden“ Mannschaften vorgeworfen, absichtlich schlecht zu spielen und zu verlieren, um ihre Draftchancen zu erhöhen und den Neuaufbau mit einem besseren Talent zu beschleunigen.

### Draftlotterie
Die NBA führte die Draftlotterie 1985 ein. Sie findet in der Regel am Ende des Monats Mai, etwa einen Monat vor dem eigentlichen Draft, statt. In einer Lostrommel sind 14 Kugeln, die von 1 bis 14 durchnummeriert sind. Es werden in der Lotterie vier Kugeln gezogen, und die gezogenen Kugeln ergeben eine Kombination, wobei die Reihenfolge der Zahlen keine Rolle spielt (Bsp.: Die Ziehung 1-2-3-4 ist gleichbedeutend mit der Ziehung 4-3-2-1). Insgesamt gibt es 1001 mögliche Kombinationen, wobei die Kombination 11-12-13-14 außer Acht gelassen wird, um exakt auf die Zahl 1000 zu kommen.
Vor der Draftlotterie werden die 1000 Zahlenkombinationen den 14 Teams zugewiesen. Es handelt sich hierbei um eine gewichtete Lotterie, weshalb die schlechtesten drei Teams der vergangenen Saison mit 140 zugewiesenen Kombinationen die besten Chancen haben zu gewinnen.
Seit 2019 gilt die folgende Gewichtung für die Draftlotterie. Das schlechteste Team ist auf Platz eins gesetzt, das beste der nicht für die Playoffs qualifizierten Teams auf den 14. Platz:
1. 140 Kombinationen, vierzehnprozentige Chance die Lotterie zu gewinnen
2. 140 Kombinationen, 14,0 %
3. 140 Kombinationen, 14,0 %
4. 125 Kombinationen, 12,5 %
5. 105 Kombinationen, 10,5 %
6. 90 Kombinationen, 9,0 %
7. 75 Kombinationen, 7,5 %
8. 60 Kombinationen, 6,0 %
9. 45 Kombinationen, 4,5 %
10. 30 Kombinationen, 3,0 %
11. 20 Kombinationen, 2,0 %
12. 15 Kombinationen, 1,5 %
13. 10 Kombinationen, 1,0 %
14. 5 Kombinationen, 0,5 %

Sollten zwei Teams gleich viele Siege errungen haben, werden die Kombinationen fair aufgeteilt.
Beispiel: Wenn Platz 10 und 11 gleich viele Spiele gewonnen haben, bekommen beide 25 Zahlenkombinationen zugewiesen. ({\displaystyle {\tfrac {30+20}{2}}})
Sollte das nicht möglich sein (Platz 13 und 14 würden sich 15 Kombinationen teilen), wird durch einen Münzwurf entschieden, wer die zusätzliche Kombination bekommt. Dieser Münzwurf entscheidet auch darüber, welches Team höher gesetzt ist falls keines der beiden Teams Losglück hat.
Die folgende Tabelle zeigt die Wahrscheinlichkeiten, welcher Platz welchen Pick zugelost bekommt, vorausgesetzt es gibt keinen Gleichstand.
| Platz | Kombinationen | 1.      | 2.      | 3.      | 4.      | 5.      | 6.      | 7.      | 8.      | 9.      | 10.     | 11.     | 12.     | 13.     | 14.     |
| ----- | ------------- | ------- | ------- | ------- | ------- | ------- | ------- | ------- | ------- | ------- | ------- | ------- | ------- | ------- | ------- |
| 1     | 140           | 14,00 % | 13,42 % | 12,75 % | 11,97 % | 47,86 % | -       | -       | -       | -       | -       | -       | -       | -       | -       |
| 2     | 140           | 14,00 % | 13,42 % | 12,75 % | 11,97 % | 27,84 % | 20,02 % | -       | -       | -       | -       | -       | -       | -       | -       |
| 3     | 140           | 14,00 % | 13,42 % | 12,75 % | 11,97 % | 14,84 % | 26,00 % | 7,02 %  | -       | -       | -       | -       | -       | -       | -       |
| 4     | 125           | 12,50 % | 12,23 % | 11,89 % | 11,46 % | 7,24 %  | 25,74 % | 16,74 % | 2,19 %  | -       | -       | -       | -       | -       | -       |
| 5     | 105           | 10,50 % | 10,54 % | 10,56 % | 10,53 % | 2,22 %  | 19,61 % | 26,74 % | 8,68 %  | 0,62 %  | -       | -       | -       | -       | -       |
| 6     | 90            | 9,00 %  | 9,20 %  | 9,41 %  | 9,62 %  | -       | 8,62 %  | 29,77 % | 20,55 % | 3,68 %  | 0,15 %  | -       | -       | -       | -       |
| 7     | 75            | 7,50 %  | 7,80 %  | 8,14 %  | 8,52 %  | -       | -       | 19,72 % | 34,11 % | 12,88 % | 1,30 %  | 0,03 %  | -       | -       | -       |
| 8     | 60            | 6,00 %  | 6,34 %  | 6,74 %  | 7,22 %  | -       | -       | -       | 34,47 % | 32,10 % | 6,75 %  | 0,38 %  | <0,01 % | -       | -       |
| 9     | 45            | 4,50 %  | 4,83 %  | 5,23 %  | 5,71 %  | -       | -       | -       | -       | 50,72 % | 25,90 % | 3,01 %  | 0,09 %  | <0,01 % | -       |
| 10    | 30            | 3,00 %  | 3,27 %  | 3,60 %  | 4,01 %  | -       | -       | -       | -       | -       | 65,90 % | 18,99 % | 1,20 %  | 0,02 %  | <0,01 % |
| 11    | 20            | 2,00 %  | 2,20 %  | 2,45 %  | 2,76 %  | -       | -       | -       | -       | -       | -       | 77,59 % | 12,60 % | 0,40 %  | <0,01 % |
| 12    | 15            | 1,50 %  | 1,66 %  | 1,86 %  | 2,10 %  | -       | -       | -       | -       | -       | -       | -       | 86,10 % | 6,70 %  | 0,07 %  |
| 13    | 10            | 1,00 %  | 1,11 %  | 1,25 %  | 1,43 %  | -       | -       | -       | -       | -       | -       | -       | -       | 92,88 % | 2,34 %  |
| 14    | 5             | 0,50 %  | 0,56 %  | 0,63 %  | 0,72 %  | -       | -       | -       | -       | -       | -       | -       | -       | -       | 97,59 % |

Die Lotterie läuft in drei Runden ab. In jeder Runde werden vier Zahlen gezogen, und das Team, das die richtige Zahlenkombination hat, gewinnt die Runde. In der ersten Runde wird bestimmt, welches Team das erste Wahlrecht im Draft, den „First-Overall-Pick“, erhält. In der zweiten und dritten Runde werden dann die Teams bestimmt, die auf Position zwei und drei des NBA-Drafts gesetzt werden.

### Draftreihenfolge
- 1. Platz: Gewinner der ersten Runde der Draftlotterie
- 2. Platz: Gewinner der zweiten Runde der Draftlotterie
- 3. Platz: Gewinner der dritten Runde der Draftlotterie
- 4. bis 14. Platz: Teams, die sich nicht für die Playoffs qualifizieren konnten, in umgekehrter Reihenfolge ihrer Platzierungen in der Regulären Saison
- 15. bis 30. Platz: Playoff-Teilnehmer, in umgekehrter Reihenfolge ihrer Platzierungen in der Regulären Saison

Teams können Draft-Wahlrechte in Transfers an andere Mannschaften abgeben, aber auch erhalten. So kommt es vor, dass eine Mannschaft zweimal oder auch öfter in einer Runde Spieler auswählen darf, während andere Mannschaften keinen Spieler in einer Runde auswählen können, weil sie ihr Wahlrecht in einem Transfer abgegeben haben.

### Der Draft
Der NBA-Draft findet meistens im Juni nach den Playoffs statt. Seit 2002 findet der Draft in einem festlichen Rahmen und als mediales Großereignis ausschließlich an der Ostküste in New York City, dem Geschäftssitz der NBA, oder in unmittelbarer Nähe in New Jersey statt. Nach dem Madison Square Garden in der ersten Dekade war in den letzten Jahren (Stand: 2017) meist das Barclays Center in Brooklyn Schauplatz des Drafts, bei der die aussichtsreichsten Anwärter auf einen Pick in der ersten Runde mit ihren Familien und ihren Agenten in der Regel vor Ort sind. Diese werden nach der Ziehung der Öffentlichkeit präsentiert und treffen mit den Franchise-Offiziellen hinter der Bühne zusammen.
In der Reihenfolge, die in der Draftlotterie festgelegt wurde, wählen die Mannschaften durch die Geschäftsführer oder die Coaches in enger Abstimmung insgesamt 60 Spieler, die in der Vorsaison eingehend beobachtet und gescoutet worden waren, aus. Die Mannschaft, die in der Draftreihenfolge an erster Stelle steht, hat somit die besten Möglichkeiten, das größte Talent des Jahrgangs auszuwählen. Die nachfolgenden Teams sind gezwungen, innerhalb von Minuten auf die Entscheidungen der anderen Franchises zu reagieren. Die Mannschaften müssen Spielern, die in der ersten Runde ausgewählt werden, mindestens einen Ein-Jahres-Vertrag geben. NBA-Rechte an Spielern, die in der zweiten Runde ausgewählt werden, gehören dem jeweiligen Team für drei Jahre, die Spieler müssen aber nicht zwingend unter Vertrag genommen werden. Spieler werden deswegen häufig vorübergehend in Europa oder den Farmteams der NBA Gatorade League „geparkt“.

## Auswertung / Beurteilung
Mit Höhe der Draftposition steigen auch die Erwartungen an den gedrafteten Spieler. Besonders hoch sind die Erwartungen an Spieler, die als Erstes ausgewählt werden. Einige hochgedraftete Spieler spielen zwar eine solide und langjährige Karriere, fallen jedoch nie sonderlich auf. Andere wiederum verschwinden bereits nach ein paar Jahren aus der Liga, sei es aufgrund von Verletzungen, stagnierender Entwicklung oder externen Gründen (Drogenmissbrauch, Doping etc.). Solche Spieler werden rückblickend als Bust (zu deutsch etwa: Pleite) bezeichnet.
Da die Beurteilung von Erfolg in Bezug auf Erwartungen, die Karrierelänge und die Punktestatistik zu subjektiv wäre, gibt es in der Statistik Berechnungsmethoden dafür, welchen Nutzen ein Spieler gebracht hat. Dies ermittelt man über den „Win share“, den man unter Einbeziehung von Zeit, statistischen Spielerdaten und Draftposition in einer logarithmischen Formel berechnen kann.

### Draft-Busts
Als historische Draft-Busts gelten Sam Bowie, Kent Benson, LaRue Martin, Pervis Ellison, Joe Kleine oder Steve Stipanovich.
Besonders Sam Bowie wird häufig als der größte Bust der NBA-Geschichte bezeichnet. Beim NBA-Draft 1984 zogen die Portland Trail Blazers Bowie den künftigen Superstars Michael Jordan, Charles Barkley und John Stockton vor. Bowie spielte zwar eine solide, jedoch von Verletzungen überschattete NBA-Karriere und erklärte schließlich im vergleichsweise jungen Alter von 33 Jahren seine Karriere als beendet. In Erinnerung blieb er bis heute lediglich als der Spieler, dem Portland vor Jordan den Vorzug gab.
In der jüngeren Draft-Geschichte werden Michael Olowokandi, Kwame Brown, Adam Morrison, Nikoloz Tskitishvili oder Darko Milicic als Draft-Bust genannt.
Aktuell werden Hasheem Thabeet, Greg Oden, Jonny Flynn, Michael Beasley und vor allem Anthony Bennett als Busts bezeichnet, teils aus unterschiedlichen Gründen. So geriet die Karriere des hochtalentierten Beasley aufgrund mangelnder Professionalität und Drogenkonsums ins Stocken. Hasheem Thabeet wurde aufgrund seiner Größe und seiner Defensivstärke hoch gehandelt, doch seine enormen technischen Defizite erlaubten ihm bisher kein langfristiges Engagement bei einem NBA-Team. Der im gleichen Jahr wie Thabeet gedraftete Flynn spielte eine überzeugende Rookie-Saison, aufgrund stärkerer Konkurrenz auf seiner Position und dem Umstand, dass er spielerisch lediglich auf seinem Rookie-Niveau blieb und sich nicht weiterentwickelte, endete seine NBA-Karriere sehr früh. Stationen in Australien und Italien folgten.
Besonders tragisch verlief die Karriere Odens, der von den Portland Trail Blazers im NBA-Draft 2007 an erster Stelle ausgewählt wurde. Er kam als größte Center-Hoffnung seit Jahrzehnten in die NBA, verletzte sich jedoch mehrmals schwer und musste mehr als die Hälfte seiner Karriere verletzungsbedingt pausieren. 2014 startete Oden ein Comeback bei der Miami Heat, mit der er – in einer kleinen Rolle – die NBA-Finals erreichte. Danach fand er kein NBA-Team mehr. Anthony Bennett dagegen wurde 2013 als erster Kanadier überhaupt an erster Stelle ausgewählt, spielte jedoch aufgrund von Übergewicht, einer Asthmaerkrankung und Trainingsrückstand eine historisch schwache Saison für einen 1. Pick. Bereits nach einer Saison wurde er von den Cleveland Cavaliers zu den Minnesota Timberwolves verkauft, wo er die Erwartungen ebenfalls nicht erfüllen konnte und nach einer Saison entlassen wurde. Auch nach einem Jahr in Toronto wechselte er zu den Brooklyn Nets, womit er innerhalb von drei Jahren bei vier verschiedenen Franchises unter Vertrag stand, was für einen First-Pick außergewöhnlich ist. Auf der anderen Seite entwickelten sich der nach Oden gedraftete Kevin Durant, der 2008 nach Beasley gedraftete Russell Westbrook, sowie James Harden und Stephen Curry, die 2009 hinter Hasheem Thabeet und Jonny Flynn gewählt wurden, zu Superstars.
Legendär ist die Draftklasse von 2000, die eine ganze Reihe von Busts hervorgebracht hat. Abgesehen von Kenyon Martin konnte kein Top-Pick aus diesem Jahrgang die Erwartungen erfüllen, und überhaupt nahmen nur drei Spieler aus dieser Draftklasse – neben Martin noch Michael Redd und Jamaal Magloire, jedoch nur jeweils einmal – am All-Star-Game teil. Von ESPN wurde die Draftklasse als schlechteste ab 1985 gewertet.
Aktuell ist mit besonderer Aufmerksamkeit die Karriere von Markelle Fultz zu beobachten. Er wurde vor der Saison 2017/2018 an erster Stelle von den Philadelphia 76ers gedraftet und absolvierte aus unbekannten Gründen nur vierzehn Saisonspiele. Der weit nach ihm gedraftete Donovan Mitchell überraschte Fans und Experten gleichermaßen und führte die Utah Jazz als Topscorer in die NBA-Playoffs.
Allgemein ist zu beobachten, dass die Zahl der als Bust in die NBA-Geschichte eingegangenen Spieler seit den 1990er Jahren extrem zugenommen hat, was mit den generell höheren Erwartungen, der großen Zahl an frühzeitigen College-Abbrechern, die meist körperlich oder mental nicht für die Profiliga bereit sind, und der, verglichen mit früher, geringeren Geduld der Basketball-Community zusammenhängt.

### Sleeper
Als Sleeper (alternativ auch Steal) werden Spieler bezeichnet, die bei der jährlichen Talentewahl jenseits der Top 10 landen, sich jedoch im Nachhinein als Glücksgriffe erweisen und eine sehr erfolgreiche Karriere spielen. Die bekanntesten Sleeper sind Karl Malone, John Stockton, Giannis Antetokounmpo, Steve Nash, Kobe Bryant, Alex English, Ron Artest, Rajon Rondo, Michael Redd, Manu Ginóbili, Rashard Lewis, Danny Granger, Draymond Green, Kawhi Leonard, Bill Laimbeer, Paul Millsap, Marc Gasol, Nikola Jokić und Maurice Cheeks.

### Ungedraftete Spieler
Bei „ungedrafteten“ Spielern handelt es sich um Spieler, die im NBA-Draft unberücksichtigt geblieben sind, jedoch über kurz oder lang doch noch den Weg in die NBA gefunden haben. Ungedraftete NBA-Profis gelten oft als Underdogs und genießen große Anerkennung, wenn die Leistungen einigermaßen stimmen. Das bekannteste Beispiel für einen solchen Profi dürfte Jeremy Lin sein, auf dessen Geschichte der Film Linsanity beruht. Weitere bekannte ungedraftete Profis, die dennoch eine erfolgreiche NBA-Karriere erleben durften, sind Ben Wallace, der viermal den NBA Defensive Player of the Year Award gewann und 2004 als All-Star mit den Detroit Pistons die NBA-Meisterschaft gewann, der dreifache NBA-Champion Udonis Haslem, der ehemalige US-amerikanische Nationalspieler Brad Miller, Chris Andersen, der als erster Basketballer der Geschichte über die NBA Development League in die NBA kam und 2013 einen großen Anteil an der Meisterschaft der Miami Heat hatte, und Bruce Bowen, der als einer der besten Verteidiger seiner Generation galt, mit den San Antonio Spurs dreimal die NBA-Meisterschaft gewann und mehrere Male in das NBA All-Defensive Team berufen wurde. Weitere nennenswerte Spieler, die nicht im Draft ausgewählt wurden, sind Kent Bazemore, José Calderón, Wesley Matthews, Raja Bell, Darrell Armstrong, Avery Johnson, John Starks, Reggie Evans und Earl Boykins.